# シャ・ラ・ラ・ラ・リー
「シャ・ラ・ラ・ラ・リー」（Sha-La-La-La-Lee）は、イングランドのロック・バンドであるスモール・フェイセスの3枚目のシングル。1966年1月28日に発表され、全英シングルチャートで第3位に達した。

## 解説
本作はキーボード奏者にイアン・マクレガンを迎えて制作された最初のシングルでもある。
大きな成功を収めたスモール・フェイセスのデビュー・シングル「ホワッチャ・ゴナ・ドゥ・アバウト・イット」(1965年8月）は、マネージャーのドン・アーデン（Don Arden）が選んだブライアン・ポッター (ミュージシャン)とイアン・サミュエルという外部の人々の手による楽曲だった。アーデンは続く2作目のシングルを、メンバーのスティーヴ・マリオットとロニー・レーンの手に委ねたが、二人が共作した「アイヴ・ゴット・マイン」はチャート入りを逃してしまった。
アーデンは失敗を反省して、次のシングルが確実に成功するように、著名な作曲家のケニー・リンチ（Kenny Lynch）とモルト・シューマンを起用した。彼の思惑通り、「シャ・ラ・ラ・ラ・リー」は全英シングルチャートで第3位に到達して、スモール・フェイセスが一発屋ではないことを決定づけた。しかし「シャ・ラ・ラ・ラ・リー」のキャッチーな音楽性は彼等が指向したR&Bやソウル・ミュージックとはかけ離れたものだった。従って商業的な成功を収めたにもかかわらず、彼等は同曲を決して好まなかった。
「シャ・ラ・ラ・ラ・リー」はスモール・フェイセスの終わりの始まりである、とする見解によると、同曲の発表をきっかけに、音楽誌は彼等がザ・フーやローリング・ストーンズのように真剣に取り上げる価値はない、ティーニーボッパーバンドの一つと見なし始めた。彼等のファンの多くは、以前は音楽愛好家のモッズだったが、今や音楽よりも彼等の洒落た外見に魅せられた10代の少女になった。殆どのコンサートでは、多くの凡庸なバンドのそれと同じように、彼女達の大きく絶え間ない叫び声しか聞こえなくなった。1968年末には、幻滅したマリオットが音楽で評価される真っ当なミュージシャンを目指して脱退。彼が1969年に重々しいロックとブルース音楽を指向したハンブル・パイを結成すると、この状況はやっと終わった。
スモール・フェイセスは米国でディック・クラーク・ショウ（The Dick Clark Show）のために英国から録画で「シャ・ラ・ラ・ラ・リー」のライブをした。

## B面収録曲「グロウ・ユア・オウン」
B面に収録されたインストゥルメンタル「グロウ・ユア・オウン」（Grow Your Own）はメンバー全員の共作で、「シャ・ラ・ラ・ラ・リー」とは対照的にスモール・フェイセスの音楽性を強く打ち出している。この曲は彼等が愛聴するブッカー・T&ザ・MG'sの形式に強い影響を受けており、イアン・マクレガンによるハモンドオルガンの演奏が前面に押し出されている。

## 他のメディアでの使用例
- 日本ではフレンチ・ポップ形式に編集されたものがスズキ・アルトラパンの宣伝に使用された[10][11]。

## 他のミュージシャンによるカバー
- トニー・シェリダンと無名時代のビートルズ。Tony & The Beat Brothers名義のアルバム『Memories Of Liverpool』（2009年）に収録。
- Blue Dandies。1966年にイタリアのRecordsから発売[12]。
- ユーゴスラビアのロックバンドSiluete。1966年に「Tvoj rođendan」の題で発表。
- チェコの歌手Václav Neckář。1966年にチェコで発表。
- フランス人女性歌手Évelyne Courtois。1966年にステージネームであるPussy Catの名義で「Ce N'est Pas Une Vie」として発表。
- The Rattles。初期のものは1966年のライブ[13]。後期のものが2012年にYouTubeで公開されている[14]。
- イギリスの女性歌手Twinkle。1966年に『Beat-Club』にて披露[15]。歌詞のsheをheにするなど、女性を示す単語を男性を示す単語に入れ替えた。
- The Spacemen。アルバム『Beat À Gogo』（1967年）に収録[16]。女性ボーカルによる。上記のTwinkleによるカバーと同様の単語の入れ替えを行なった。但し完全に同一ではない。
- Ted Mulry Gang。アルバム『T.M.G.』（1977年）に収録。
- Plastic Bertrand。1978年にフランス語で披露。